# Équipe militaire de football du bataillon de Joinville
L’équipe militaire de football du bataillon de Joinville participe à trois saisons de championnat de France national de la Fédération française de football.

## Saison 1967-1968
Au cours de l'année 1967, le Service interarmées de l'entraînement physique et des sports (SIEPS) annonce qu'une nouvelle animation est prévue pour la section football du bataillon de Joinville. L’effectif de la section doit passer de 22 à 30, voire 35 joueurs.
La Fédération française de football (FFF) voit d'un très bon œil ce regain d'activité déployé par le SIEPS, qui ne peut être que bénéfique à la préparation des sélections nationales. La FFF a de grandes ambitions internationales dans les années à venir : pour l'équipe amateur, les Jeux olympiques de Mexico en 1968, et pour l'équipe professionnelle, le championnat d'Europe 1968 et la Coupe du monde 1970, sans oublier les Espoirs et, pour les militaires, la Coupe Kentish.
Le Groupement des clubs autorisés (GCA), responsable de la gestion du football professionnel français, propose alors la participation de l'équipe de France militaire au championnat professionnel. En accord avec la FFF, la proposition est acceptée par le colonel Le Borgne, commandant le SIEPS. Le bataillon de Joinville est engagé en Championnat de France professionnel de deuxième division, en coupe de France et devra s'affilier à la Fédération en tant que club. Un statut spécial lui est accordé : la qualification de ses joueurs amateurs est déterminée par leur affectation au groupement sportif inter-armes de Joinville et l'équipe ne peut accéder à l'échelon supérieur. Divers problèmes d'ordre sportif, statutaire et financier sont réglés par une commission mise en place à cet effet et le bataillon disputera ses matchs au Parc des Princes en alternance avec le Stade de Paris FC, appellation de section football du Stade français à cette époque.
Le premier match est un déplacement amical au Stade de Reims, le 16 août. En championnat, le bataillon de Joinville se rend au Limoges FC, le 20 août, match nul deux buts partout, puis reçoit, au Parc, le 27 août, l'AS Béziers, victoire trois buts à deux, avec la participation de la musique militaire.
Les militaires terminent la saison à la huitième place, à treize points des champions bastiais.
En Coupe de France, pour ses débuts dans la compétition, au sixième tour, le bataillon de Joinville s'incline un but à zéro, après prolongation, chez les Normands de Granville.

## Saison 1968-69
L’expérience se poursuit cette saison, le bataillon de Joinville continue en deuxième division du championnat de France professionnel. Le Parc des Princes est de nouveau mis à la disposition du club. À la suite de la réduction du nombre de clubs en division supérieure et pour combler le manque à gagner le GCA met en place une publicité sur les maillots des joueurs des équipes professionnelles. Mais le ministre des Forces armées, confirmant le statut spécial du bataillon, s'oppose formellement à toute publicité sur les maillots des militaires.
Les règlements du championnat professionnel ne sont pas toujours adaptés à une équipe amateur, comme le bataillon. L'article 12 qui stipule que lorsqu'un club a deux sélectionnés pour jouer dans les équipes A, B ou espoirs, le match de championnat disputé à cette même date doit être reporté et modifié pour incorporer également les joueurs sélectionnés en équipe de France amateur. Quatre joueurs du bataillon sont présélectionnés pour le tournoi olympique à Mexico où ils brilleront ; mais l'équipe ne fait pas appel à l'article 12 pour ne pas perturber le championnat. 
En Coupe de France, les militaires sont battus, en Auvergne, par le FA Cournon, club de CFA, deux buts à un dès leur entrée dans la compétition. Cette seconde saison est moins bonne que la précédente, avec une dix-neuvième place au classement final.

## Saison 1969-70
L’engagement de l'équipe militaire, pour la saison suivante, est accepté par le Groupement du football professionnel (le GCA a changé de nom en cours de saison) , mais le SIEPS ne souhaite pas continuer en championnat professionnel.
Le bataillon de Joinville est alors intégré au championnat de France amateur. Il conserve son statut spécial, mais est soumis aux règlements de la compétition, notamment le système des montées et descentes. Classé dans le groupe Centre du CFA, l'équipe militaire termine à une onzième place sur quatorze. En Coupe de France, après une victoire au 4e tour, le bataillon se déplace à Saint-Gratien et l'emporte trois buts à un pour le compte du cinquième tour éliminatoire. Mais comme les saisons précédentes, il ne franchit pas le cap du sixième tour en s'inclinant face au Stella Maris Douarnenez.
Par une lettre du 20 mai 1970, le SIEPS informe la Commission du championnat amateur que le bataillon de Joinville ne participera à aucune compétition civile en 1970-1971.
L’équipe reprend alors sa place dans le championnat militaire.

## Bilan saison par saison
| Saison    | Championnat | Cls | Pts | J  | G  | N  | P  | Bp | Bc | Coupe de France |
| --------- | ----------- | --- | --- | -- | -- | -- | -- | -- | -- | --------------- |
| 1967-1968 | Division 2  | 8   | 37  | 34 | 15 | 7  | 12 | 50 | 43 | 6e tour         |
| 1968-1969 | Division 2  | 19  | 30  | 40 | 8  | 12 | 20 | 41 | 86 | 6e tour         |
| 1969-1970 | CFA centre  | 11  | 23  | 26 | 8  | 7  | 11 | 33 | 36 | 6e tour         |

## Entraîneurs
- 1967-1970 :  Lucien Troupel
- 1970-1976 :  Guy Briet
- 19??-1984 :  Eddie Hudanski